# Erocordaci
Un erocordaci és un ésser mitològic propi de la mitologia catalana, una mena de follet que cavalca en grup dalt de raves i els fa servir de projectil.